# Euphaedra hollandi
Euphaedra hollandi är en fjärilsart som beskrevs av Jacques Hecq 1974. Euphaedra hollandi ingår i släktet Euphaedra och familjen praktfjärilar. Inga underarter finns listade i Catalogue of Life.

## Bildgalleri

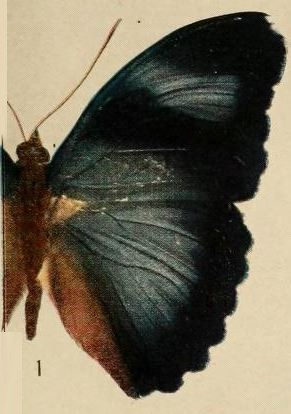